# Ewald Hess
Ewald K. Hess (* 31. Dezember 1918 in Merbelsrod, Thüringen; † 30. Mai 1996 in Brasilien) war ein deutscher Maler des Expressiven Realismus der Nachkriegszeit.

## Leben
Hess studierte in Dresden erst an der Kunstgewerbeschule und anschließend an der Staatlichen Kunsthochschule, er war Schüler von Richard Müller, Rudolf Schramm-Zittau, Ernst Richard Dietze und Ernst Oskar Simonson-Castelli, sowie Meisterschüler von Wilhelm Rudolph. Zusätzlich studierte er Architektur bei Wilhelm Kreis.
Ab 1938 war er als freischaffender Maler in Leipzig und Dresden tätig. Malreisen unternahm er u. a. in Nürnberg und in die österreichischen Alpen.
In der DDR gehörte Hess dem Verband Bildender Künstler an. Bei der Dritten Kunstausstellung der DDR 1953 wurden zwei seiner Bilder gezeigt, trotzdem entschloss er sich im selben Jahr, die DDR zu verlassen und zog nach Wiesbaden, wo er sein Atelier an der Nettelbeckstraße 24 bezog. Hess wurde Mitglied der Künstlervereinigung „Ring bildender Künstler“.

## Werk
Um sich von den künstlerischen Zwängen der sozialistischen Kunst zu befreien, emigrierte Hess in die Bundesrepublik. Er wandte sich der Abstraktion zu, seine meisten Werke sind dem Expressiver Realismus zuzuordnen und entstanden im Anschluss zahlreicher Reisen, die er nach Europa und Lateinamerika unternahm. Auf Wunsch des Kunstmarktes malte Hess auch Stillleben, die in akademischer Tradition stehen und expressionistische Züge aufweisen.
Für öffentliche Auftraggeber führte Hess auch Wandbilder in Sgraffito- und Wachsmalerei aus, u. a. in Leipzig, Wiesbaden, Bodenrod, Hünfeld und Bad Nauheim.
Werke in öffentlichem Besitz befinden sich im Biebricher Schloss in Wiesbaden, im Kultusministerium des Landes Hessen, der Kunstsammlung der Bundesfinanzdirektion sowie in Museen in Dresden, Berlin, Halle und im Museum Schloss Moritzburg in Zeitz.

## Werke (Auswahl)
- Schiffe am Bollwerk (Öl, 1951)[3]
- Die Werrabrücke (Öl, 75 × 75 cm, 1951)[4]

## Ausstellungen (unvollständig)

### Einzelausstellungen
- „Ewald Hess“, Galerie Dahms, Wiesbaden 1968
- „Ewald Hess“ im Pariser Kunstverein und bei Pinosch, Paris

Weitere Einzelausstellung in Hamburg, Chicago, Los Angeles und im Kunsthaus Schaller, Stuttgart.

### Ausstellungsbeteiligungen
- 1946: Dresden, 2. Deutsche Kunstausstellung
- 1953: Leipzig, Bezirkskunstausstellung
- 1953; Dresden, Albertinum, Dritte Deutsche Kunstausstellung
- 1961: Wiesbaden, Nassauischer Kunstverein, Wiesbadener Künstler[5]

Teilnahme an weiteren Kunstausstellungen in Berlin, Leipzig, Frankfurt und anderen Städten, darunter in Klagenfurt, Barcelona und Mallorca.